# Cindy Magara
Cindy Evelyne Magara es una directora de cine, conferencista y directora de fotografía ugandesa. Se ha desempeñado como directora en películas como Fate y Breaking the mesh. También ha sido profesora de Literatura en Inglés y Estudios de Cine en la Universidad de Makerere.

## Biografía
Magara nació en Kampala, Uganda.

## Carrera profesional
Comenzó a hacer cine mientras estudiaba en la Universidad de Makerere en 2006. Su primera película como directora se llamó "Fate" y se estrenó en 2006 en el Hotel Sheraton. También se desempeñó como profesora de literatura en inglés y estudios cinematográficos en su alma mater y es la fundadora de Nyati Motion Pictures, una productora cinematográfica. En 2013, su película 'Windows Of Hope' fue seleccionada en el Festival de Cine de África de Nepal 2013 y ganó el premio al Mejor Largometraje de Uganda en el Festival Internacional de Cine de la Diáspora del Nilo 2012.

## Filmografía
| Año  | Título                 | Rol                  | Tipo       | Ref.   |
| ---- | ---------------------- | -------------------- | ---------- | ------ |
| 2006 | Fate                   | Directora            | Documental | [ 5 ]  |
| 2010 | Breaking the Mesh      | Productora ejecutiva | Documental |        |
| 2010 | Fair Play              | Directora            | Documental | [ 11 ] |
| 2011 | A Book for Every Child | Cinematografía       | Documental |        |
| 2011 | Windows of Hope        | Directora            | Documental |        |
| 2012 | Undying Dream          | Directora            | Documental |        |